# Eching am Ammersee
Eching am Ammersee – miejscowość i gmina w Niemczech, w kraju związkowym Bawaria, w rejencji Górna Bawaria, w regionie Monachium, w powiecie Landsberg am Lech, wchodzi w skład wspólnoty administracyjnej Schondorf am Ammersee. Leży około 18 km na wschód od Landsberg am Lech, nad jeziorem Ammersee, przy autostradzie A96.

## Dzielnice
- Eching
- Gießübl

## Demografia
| Rok  | Liczba mieszk. |
| ---- | -------------- |
| 1970 | 749            |
| 1987 | 1 293          |
| 2000 | 1 477          |
| 2005 | 1 657          |

### Struktura wiekowa
Dane o ludności z 31 grudnia 2008:
| Opis                                | Ogółem | Ogółem | Kobiety | Kobiety | Mężczyźni | Mężczyźni |
| ----------------------------------- | ------ | ------ | ------- | ------- | --------- | --------- |
| Jednostka                           | osób   | %      | osób    | %       | osób      | %         |
| Populacja                           | 1609   | 100    | 820     | 50,96   | 789       | 49,04     |
| Wiek przedprodukcyjny (0–17 lat)    | 291    | 18,09  | 141     | 8,76    | 150       | 9,32      |
| Wiek produkcyjny (18–65 lat)        | 1003   | 62,34  | 519     | 32,26   | 484       | 30,08     |
| Wiek poprodukcyjny (powyżej 65 lat) | 315    | 19,58  | 160     | 9,94    | 155       | 9,63      |

## Polityka
Wójtem gminy jest Siegfried Luge, rada gminy składa się z 12 osób.
|      | CSU/BB | MfM | Razem |
| 2008 | 10     | 2   | 12    |
| 2002 | 11     | 1   | 12    |

## Oświata
W gminie znajduje się przedszkole (75 miejsc).